# Bror Ramel
Bror Fredrik Carl Ramel, född den 26 juli 1900 på Övedskloster i Öveds församling, Malmöhus län, död den 9 maj 1967 i Stockholm, var en svensk friherre och sjömilitär. Han var son till Hans Ramel och måg till Carl Tersmeden.
Ramel avlade studentexamen i Malmö 1919 och sjöofficersexamen 1922. Han blev löjtnant i flottan 1924 och kapten där 1937. Ramel tjänstgjorde i marinstaben 1933–1940, var repetitör vid Sjökrigshögskolan 1936–1937 och marinassistent i Kommerskollegium 1937–1940. Han blev adjutant hos hertigen av Västerbotten 1938. Ramel befordrades till kommendörkapten av andra graden 1942, av första graden 1945 och till kommendör 1950. Han var stabschef i Sydkustens marindistrikt 1942–1945, avdelningschef i Försvarsstaben 1947–1948 och sektionschef i Försvarets kommandoexpedition från 1948. Ramel invaldes som ledamot av Örlogsmannasällskapet 1940. Han blev riddare av Vasaorden 1942, av Svärdsorden 1943 och av Nordstjärneorden 1952. Ramel vilar på Ingarö kyrkogård.